# Carlos Codina
Carlos Javier Codina Thomatis (Barcelona, 4 de febrero de 1974-26 de mayo de 2025), conocido como Carles Codina, fue un deportista argentino que competía en esquí alpino adaptado y snowboard adaptado. Participó en distintas competiciones paralímpicas de ski, incluidos los Juegos Paralímpicos de Sochi 2014, y los Juegos Paralímpicos de Pyeongchang 2018

## Biografía
Codina nació en Barcelona, en el seno de una familia argentina con ascendencia catalana. A la semana de nacer, su familia se trasladó a la Provincia de Mendoza y vivió allí hasta los 5 años, cuando su padre consiguió trabajo en el Hospital de la Santa Cruz y San Pablo.
Comenzó a esquiar tras su regreso a Cataluña, y a los 14 años probó por primera vez el snowboard, influenciado por su familia, que eran aficionados a los deportes invernales. A los 18 años se recibió de instructor de esquí.
A los 33 años, sufrió un accidente de moto, por lo cual perdió la sensibilidad desde la rodilla para abajo. Pasó un año y medio en rehabilitación, tras lo cual pudo practicar esquí adaptado.

## Carrera deportiva
Tuvo su debut paralímpico en los Juegos Paralímpicos de Sochi 2014, donde participó en esquí alpino, en las categorías de eslalon, eslalon gigante y snowboard cross. Su mejor resultado fue el noveno puesto en snowboard cross.
En 2016, terminó en el séptimo puesto en el Masters de Snowboard Cross en Corralco, Chile.
En marzo de 2017 se lesionó mientras competía en Pieonchang, por lo cual tuvo que pasar 20 días en el hospital y someterse a una operación, volvió a competir en junio del mismo año.
Participó por segunda vez en un Juego Paralímpico durante los Juegos Paralímpicos de Pieonchang 2018, en snowboard cross y banked slalom. Obtuvo su mejor actuación en snowboard cross, donde superando al abanderado británico Owen Pick, obtuvo un diploma paralímpico, el primero de la historia argentina en los Juegos Paralímpicos de Invierno.

## Vida personal
Codina vivía entre Cataluña y Bariloche, donde era entrenador físico para personas con discapacidades y miembro del Ski Club Bariloche. Disfrutaba cocinar en su tiempo libre.
Hablaba catalán, español e inglés.
Falleció el 26 de mayo de 2025.
Le sobrevive una hija.